# Sebastián Sirni
Sebastián Santos Sirni (2 luglio 1912 – ...) è stato un calciatore argentino, di ruolo portiere.

## Carriera
Detto petiso (piccoletto) per via della sua bassa statura, Sirni entrò in squadra nella seconda stagione professionistica del club, nel 1932; in quell'annata giocò da titolare lo spareggio con l'Independiente del 20 novembre. Nei primi anni fu il secondo del portiere della Nazionale di calcio argentina Ángel Bossio, che nel 1936 lasciò la formazione di Núñez; a rimpiazzarlo giunse l'uruguaiano Juan Besuzzo. Sirni trovò dunque spazio in maniera irregolare, dovendo contendere il porto da titolare a Besuzzo e Barrios; con l'arrivo di Gregorio Blasco le possibilità di giocare per Sirni diminuirono ulteriormente. Partecipò ai primi anni de La Máquina, fino all'anno del suo ritiro, avvenuto nel 1943; totalizzò 100 presenze nel corso degli 11 anni di militanza nel calcio professionistico.

## Palmarès
- Campionato argentino: 5

River Plate: 1932, 1936, 1937, 1941, 1942